# Suécia nos Jogos Olímpicos de Inverno de 2018
A Suécia participou dos Jogos Olímpicos de Inverno de 2018, realizados na cidade de Pyeongchang, na Coreia do Sul.
O país disputa as Olimpíadas de Inverno desde a primeira edição, em 1924 em Chamonix, França. Nesta edição contou com uma delegação de 116 atletas que competiram em nove esportes.

## Medalhas
| Atleta                                                                      | Esporte             | Evento                           | Medalha |
| --------------------------------------------------------------------------- | ------------------- | -------------------------------- | ------- |
| Charlotte Kalla                                                             | Esqui cross-country | 15 km skiathlon feminino         | Ouro    |
| Stina Nilsson                                                               | Esqui cross-country | Velocidade individual feminino   | Ouro    |
| Hanna Öberg                                                                 | Biatlo              | Individual feminino              | Ouro    |
| Frida Hansdotter                                                            | Esqui alpino        | Slalom feminino                  | Ouro    |
| André Myhrer                                                                | Esqui alpino        | Slalom masculino                 | Ouro    |
| Peppe Femling Jesper Nelin Sebastian Samuelsson Fredrik Lindström           | Biatlo              | Revezamento masculino            | Ouro    |
| Anna Hasselborg Sara McManus Agnes Knochenhauer Sofia Mabergs Jennie Wåhlin | Curling             | Feminino                         | Ouro    |
| Sebastian Samuelsson                                                        | Biatlo              | Perseguição masculino            | Prata   |
| Charlotte Kalla                                                             | Esqui cross-country | 10 km livre feminino             | Prata   |
| Anna Haag Charlotte Kalla Ebba Andersson Stina Nilsson                      | Esqui cross-country | Revezamento 4x5 km feminino      | Prata   |
| Charlotte Kalla Stina Nilsson                                               | Esqui cross-country | Velocidade por equipes femininas | Prata   |
| Linn Persson Mona Brorsson Anna Magnusson Hanna Öberg                       | Biatlo              | Revezamento feminino             | Prata   |
| Niklas Edin Oskar Eriksson Rasmus Wranå Christoffer Sundgren Henrik Leek    | Curling             | Masculino                        | Prata   |
| Stina Nilsson                                                               | Esqui cross-country | 30 km clássico feminino          | Bronze  |

Legenda
| Recorde mundial      | Recorde mundial (World record)               |                       | Recorde africano                      | Recorde africano (African) |                                           | Q | Classificado por posição (Qualified) |
| Recorde olímpico     | Recorde olímpico (Olympic record)            | Recorde da América    | Recorde da América (Americas)         | q                          | Classificado por melhor tempo (Qualified) |   |                                      |
| Melhor marca do ano  | Melhor marca do ano (World leading)          | Recorde asiático      | Recorde asiático (Asian)              | DNS                        | Não largou (Did not start)                |   |                                      |
| Recorde nacional     | Recorde nacional (National record)           | Recorde europeu       | Recorde europeu (European)            | DNF                        | Não terminou (Did not finish)             |   |                                      |
| Recorde pessoal      | Recorde pessoal do atleta (Personal best)    | Recorde da Oceania    | Recorde da Oceania (Oceania)          | DSQ / DQ                   | Desclassificado (Disqualified)            |   |                                      |
| Recorde da temporada | Recorde da temporada do atleta (Season best) | Recorde sul-americano | Recorde sul-americano (South America) | NM                         | Sem marca (No mark)                       |   |                                      |